# Tathra (ort i Australien)
Tathra är en ort i Australien. Den ligger i kommunen Bega Valley och delstaten New South Wales, i den sydöstra delen av landet, omkring 340 kilometer söder om delstatshuvudstaden Sydney. Antalet invånare är 1 622.
Trakten är glest befolkad. Närmaste större samhälle är Merimbula, omkring 19 kilometer söder om Tathra. Genomsnittlig årsnederbörd är 1 251 millimeter. Den regnigaste månaden är juni, med i genomsnitt 176 mm nederbörd, och den torraste är juli, med 4 mm nederbörd.